# Сан Франциско Бей Гардиън
„Сан Франциско Бей Гардиън“ (на английски: San Francisco Bay Guardian) е безплатен алтернативен вестник, издаван в Сан Франциско, щата Калифорния, САЩ.
Най-голям дял в собствеността на вестника има издателят му Брус Б. Бръгман. Вестникът е основан през 1966 г. от Брус Б. Бръгман и жена му Джийн Дибъл.
Издава се с тираж от 150 000 броя. Основен конкурент на Сан Франциско Бей Гардиън е вестник „СФ Уикли“.